# Zygmunt Zieliński (generał dywizji)

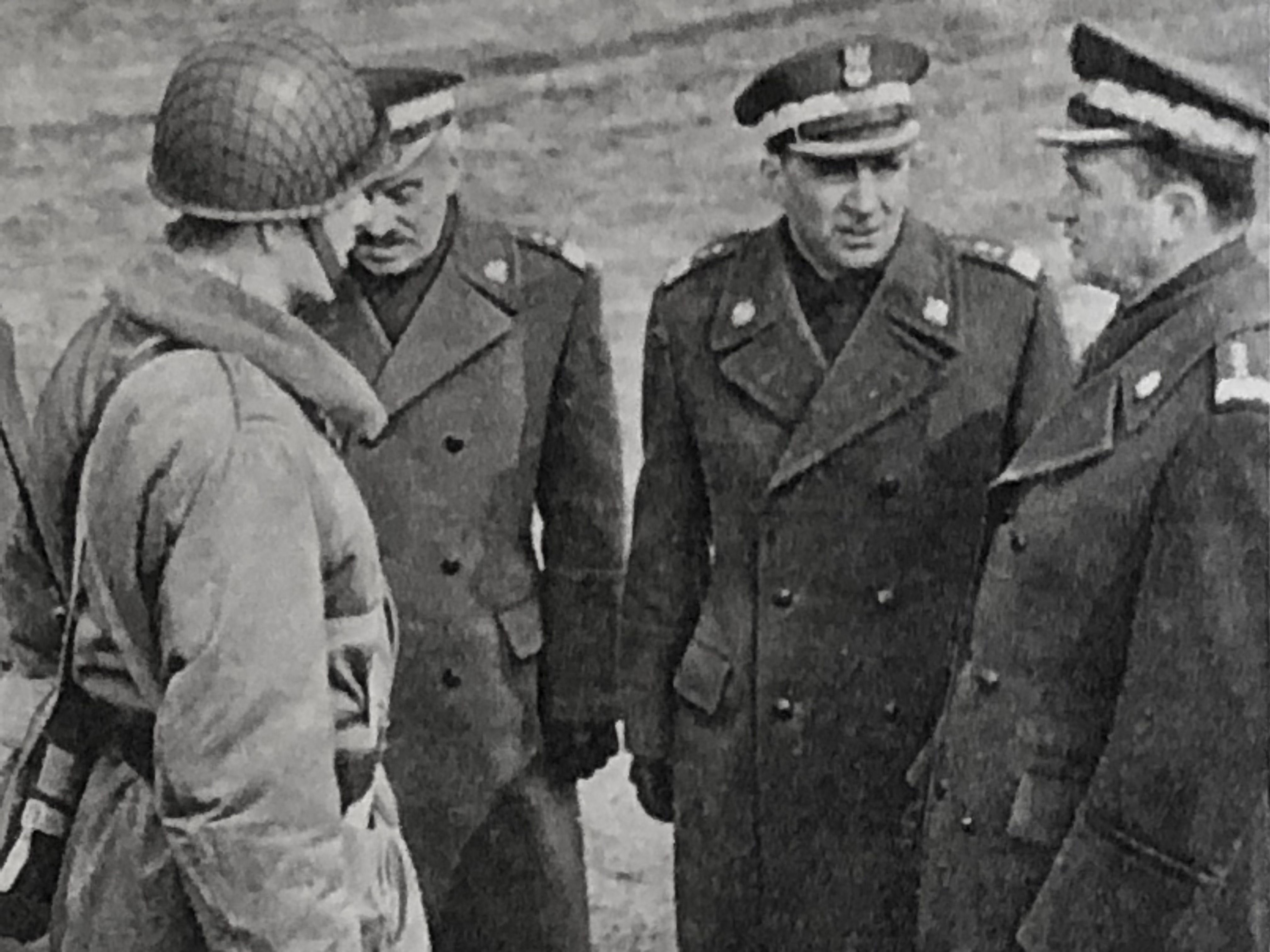
Minister obrony narodowej gen. armii Wojciech Jaruzelski kontroluje zajęcia z taktyki w Wyższej Szkole Oficerskiej Wojsk Zmechanizowanych we Wrocławiu. Od prawej gen. Jaruzelski, gen. dyw. Zygmunt Zieliński i gen. dyw. Zbigniew Ohanowicz

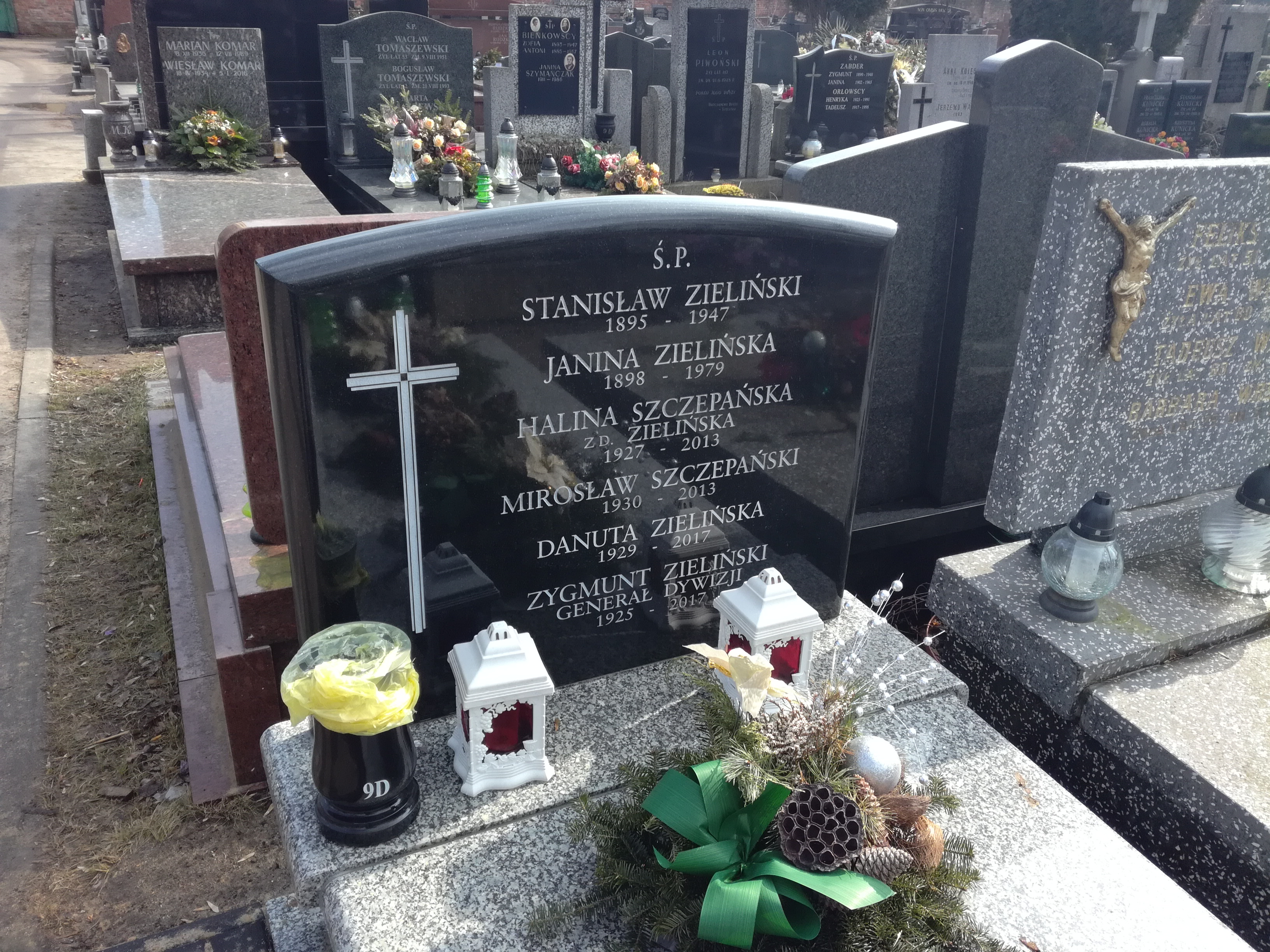
Grób gen. dyw. Zygmunta Zielińskiego i jego żony Danuty na cmentarzu Bródnowskim

Zygmunt Zieliński (ur. 24 kwietnia 1925 w Łodzi, zm. 27 września 2017 w Warszawie) – generał dywizji Wojska Polskiego, doktor nauk wojskowych, dyplomata. Członek Wojskowej Rady Ocalenia Narodowego.

## Życiorys
Syn Stanisława i Janiny. Jego ojciec był zawodowym wojskowym. Przed wojną mieszkał we Włodzimierzu Wołyńskim. Po napaści ZSRR na Polskę został deportowany wraz z rodziną na Syberię, gdzie pracował przy wyrębie lasu. 
W maju 1943 wstąpił do formowanej na terenie ZSRR 1 DP im. Tadeusza Kościuszki. Jako prymus ukończył Szkołę Oficerską Piechoty nr 1 w Riazaniu.  W 1946 ukończył kurs dowódców batalionów w Centrum Wyszkolenia Piechoty w Rembertowie. Następnie był wykładowcą taktyki w Oficerskiej Szkole Piechoty nr 3 i starszym adiutantem batalionu. W 1946 awansował do stopnia kapitana, a w 1948 - majora. Od 1948 studiował w Akademii Sztabu Generalnego WP, którą ukończył w 1951. Następnie był wykładowcą w tej akademii - w kolejnych latach służby awansował do stanowiska zastępcy szefa katedry i szefa katedry służby sztabów ASG. Pułkownik od 1957. W maju 1962 uzyskał tytuł doktora nauk wojskowych. W 1965 został szefem Gabinetu Ministra Obrony Narodowej marszałka Mariana Spychalskiego. Od 1968 nieprzerwanie przez 18 lat sprawował funkcję szefa Departamentu Kadr MON (do 1986). 9 października 1968 na mocy uchwały Rady Państwa awansowany do stopnia generała brygady. Nominację generalską wręczył mu 12 października 1968 w Belwederze przewodniczący Rady Państwa PRL, marszałek Polski Marian Spychalski. W 1970 ukończył Wyższy Kurs Strategiczny w Wojskowej Akademii Sztabu Generalnego Sił Zbrojnych ZSRR im. Woroszyłowa w Moskwie. W październiku 1972 uchwałą Rady Państwa awansowany do stopnia generała dywizji. Nominację odebrał w Belwederze 11 października 1972 z rąk przewodniczącego Rady Państwa PRL prof. Henryka Jabłońskiego.
Był inspiratorem i jednym z twórców „Zasad działania kadrowego w Siłach Zbrojnych PRL”. W 1973 uzyskał nagrodę I stopnia MON w dziedzinie sztuki operacyjnej.
Był delegatem na  VI (1971), VII (1975), VIII (1980), IX (1981) oraz X (1986) Zjazd PZPR. W latach 1963–1965 był członkiem Komitetu Uczelnianiego PZPR przy Akademii Sztabu Generalnego WP. W latach 1968–1975 członek Komitetu Partyjnego PZPR Instytucji Centralnych MON. Na VII (grudzień 1975) oraz VIII Zjeździe (luty 1980) PZPR wybierany na zastępcę członka Komitetu Centralnego PZPR (1975-1981), na IX Zjeździe (lipiec 1981) wszedł w skład Centralnej Komisji Kontroli Partyjnej PZPR (1981-1986). W latach 1974–1990 był członkiem Rady Naczelnej oraz Zarządu Głównego ZBoWiD.
W okresie stanu wojennego (1981–1983) sprawował funkcję sekretarza Wojskowej Rady Ocalenia Narodowego. W latach 1987–1990 minister pełnomocny - Szef Polskiej Misji Wojskowej w Berlinie Zachodnim. Od listopada 1990 roku w stanie spoczynku w związku z osiągnięciem granicy wieku 65 lat.
Zmarł 27 września 2017. Pochowany na cmentarzu Bródnowskim w Warszawie (kw. 9D-4-1).

## Awanse
W trakcie wieloletniej służby w Wojsku Polskim otrzymywał awanse na kolejne stopnie wojskowe:
- podporucznik – 1944
- porucznik - 1945
- kapitan – 1946
- major – 1948
- podpułkownik – 1952
- pułkownik – 1957
- generał brygady – 1968
- generał dywizji – 1972

## Życie prywatne
Mieszkał w Warszawie. Żonaty z Danutą Zielińską (1929-2017), jeden syn.

## Ordery i odznaczenia
W ciągu 47-letniej służby wojskowej otrzymał m.in. następujące odznaczenia:
- Krzyż Komandorski z Gwiazdą Orderu Odrodzenia Polski (1980)
- Krzyż Komandorski Orderu Odrodzenia Polski
- Krzyż Kawalerski Orderu Odrodzenia Polski
- Order Sztandaru Pracy I klasy (1973)[6]
- Order Sztandaru Pracy II klasy
- Order Krzyża Grunwaldu III klasy
- Złoty Krzyż Zasługi
- Medal 10-lecia Polski Ludowej
- Medal 30-lecia Polski Ludowej
- Medal 40-lecia Polski Ludowej
- Medal za Odrę, Nysę, Bałtyk
- Medal Zwycięstwa i Wolności 1945
- Złoty Medal „Siły Zbrojne w Służbie Ojczyzny”
- Srebrny Medal „Siły Zbrojne w Służbie Ojczyzny”
- Brązowy Medal „Siły Zbrojne w Służbie Ojczyzny”
- Medal „Za udział w walkach o Berlin”
- Złoty Medal „Za zasługi dla obronności kraju”
- Srebrny Medal „Za Zasługi dla Obronności Kraju”
- Brązowy Medal „Za Zasługi dla Obronności Kraju”
- Złota Odznaka „Za Zasługi dla Obrony Cywilnej”
- Odznaka Grunwaldzka
- Medal „100 lat ruchu robotniczego w Polsce” (1982)[7]
- Honorowa Odznaka 30-lecia PPR (1972)[8]
- Złota odznaka honorowa „Za Zasługi dla Warszawy” (1977)[9]
- Medal "Za długoletnią, ofiarną służbę" (nadany przez ministra obrony narodowej, 1990)
- Order Czerwonego Sztandaru (1968, ZSRR)
- Order Przyjaźni Narodów (1973, ZSRR)
- Medal „Za zwycięstwo nad Niemcami w Wielkiej Wojnie Ojczyźnianej 1941–1945” (ZSRR)
- Medal jubileuszowy „Dwudziestolecia zwycięstwa w Wielkiej Wojnie Ojczyźnianej 1941–1945” (1972, ZSRR)
- Odznaka „25-lecia Zwycięstwa w Wielkiej Wojnie Ojczyźnianej 1941-1945” (ZSRR, 1970)[10]
- Medal jubileuszowy „Trzydziestolecia zwycięstwa w Wielkiej Wojnie Ojczyźnianej 1941–1945” (1975, ZSRR)
- Medal jubileuszowy „Czterdziestolecia zwycięstwa w Wielkiej Wojnie Ojczyźnianej 1941–1945” (1985, ZSRR)
- Medal jubileuszowy „60 lat Sił Zbrojnych ZSRR” (1978, ZSRR)
- Medal „Za umacnianie braterstwa broni” (1980, ZSRR)
- Order Czerwonego Sztandaru (1971, Czechosłowacja)[11]
- Medal „Za Umacnianie Przyjaźni Sił Zbrojnych” I stopnia (1980, CSRS)[12]
- Medal „Za Umacnianie Przyjaźni Sił Zbrojnych” II stopnia (1970, CSRS)
- Medal „30-lecia Bułgarskiej Armii Ludowej” (1974, Bułgaria)
- Medal „Za umacnianie braterstwa broni” (1980, Bułgaria)
- Medal Braterstwa Broni (1983, Republika Kuby)[13]
- Srebrny Order Bojowy „Za Zasługi dla Narodu i Ojczyzny” (1975, NRD)
- Złoty Medal Braterstwa Broni (NRD)
- Złoty Medal Braterstwa Broni (1980, Węgry)
- Order Zasługi Wojskowej I klasy (1985, Wietnam)[14]
- inne odznaczenia organizacyjne, regionalne i zagraniczne